# Mondonī
Mondonī (persiska: مندنی, Mūndanī) är en ort i Iran.   Den ligger i provinsen Khuzestan, i den centrala delen av landet, 500 km sydväst om huvudstaden Teheran. Mondonī ligger 64 meter över havet och antalet invånare är 584.
Terrängen runt Mondonī är kuperad österut, men västerut är den platt.Runt Mondonī är det ganska tätbefolkat, med 80 invånare per kvadratkilometer. Närmaste större samhälle är Shūshtar, 14,9 km söder om Mondonī. Omgivningarna runt Mondonī är i huvudsak ett öppet busklandskap.